# Alouette de Java
Mirafra javanica
Espèce
Statut de conservation UICN

 LC  : Préoccupation mineure
L'Alouette de Java (Mirafra javanica) est une espèce d'oiseaux. Comme toutes les alouettes elle appartient à la famille des Alaudidae.

## Répartition
L'Alouette de Java est présente du sud de la Chine au sud-est de l'Australie.